# 3-pentanon
3-pentanon of di-ethylketon is een kleurloze organische vloeistof met een zoete geur die gelijkt op die van aceton.
Er zijn twee andere ketonen die een structuurisomeer zijn van 3-pentanon, namelijk 2-pentanon (methylpropylketon) en 3-methyl-2-butanon (methylisopropylketon).

## Natuurlijk voorkomen
3-pentanon wordt door sommige planten afgescheiden, onder meer naaldbomen als de Europese lork, Siberische den, Italiaanse cipres en zilversparren. De stof is ook aangetroffen in kiwi's en nectarines.

## Synthese
3-pentanon is een van de verbindingen die wordt gevormd door de hydroformylering van etheen. Dit is de reactie van etheen met koolstofmonoxide en waterstofgas. Door een gepaste keuze van de reactieomstandigheden en de katalysator (een kobaltcarbonylcomplex) kan de selectiviteit voor 3-pentanon verhoogd worden.
Een andere mogelijke syntheseweg is de omzetting van propionzuur tot 3-pentanon, met mangaan(IV)oxide als katalysator.

## Toepassingen
3-pentanon wordt gebruikt als een oplosmiddel en is een intermediaire stof in de synthese van geneesmiddelen, pesticiden, geur- en smaakstoffen.

## Eigenschappen
3-pentanon is een vluchtige en licht ontvlambare stof. De dampen kunnen een ontplofbaar mengsel met lucht vormen (tussen de concentratiegrenzen van ca. 1,6 tot 3 volumeprocent).
De stof is irriterend voor de ogen, de huid en de luchtwegen.